# Dedza
Dedza è un centro abitato del Malawi, situato nella Regione Centrale.